# タウンミーティング (対話集会)
タウンミーティングとは、主に地域住民の生活に関わる事項を話題とする集会。一般には行政当局または政治家が実施する対話型集会を指す。英語圏では同名の地方自治制度（→タウンミーティング）との混同を避けるためにタウンホールミーティング(英:town hall meeting)と呼ぶのが一般的である。

## 語源
ジミー・カーター米大統領が実施した対話型集会「タウンミーティング」(Town meeting）に由来する言葉。第一回は1977年2月2日マサチューセッツ州クリントンで開催された。大統領と来場者がくだけた雰囲気で会話するように演出されており、これはフランクリン・ルーズベルト米大統領が実施した「炉辺談話」(fireside chats)に倣ってジミー・カーター個人に対する親近感を高めることを目的としたとされている。ジミー・カーター米大統領のタウンミーティング以降、行政当局や政治家が実施する「非公式の」「対等の立場で発言できる」会見・会合をタウンミーティングと呼ぶようになる。
近年は民間企業の会議や顧客向け説明会などでも、出席者を重視していることをアピールするためにタウンホールミーティングと称する場合がある。

## 日本
日本においては1979年に鈴木俊一東京都知事（当時）がジミー・カーターに倣い、「東京都タウンミーティング」を開催したが、一般にはタウンミーティングの名称は広まらなかった。
1998年11月19日、TBSがビル・クリントン米大統領がアメリカで実施した「タウンミーティング」を模した企画を「NEWS 23スペシャル － クリントン米大統領があなたと直接対話」として放送した。これは、質問内容を事前にインターネット、ファックスにより募集し、TBSに選ばれた者が視聴者を代表してビル・クリントン米大統領に対して質問を行うというものであった。これを契機に日本においても「タウンミーティング」の名称が知られるようになり、一部自治体、政治家が「タウンミーティング」の名を冠する集会を実施するようになる。
同年、TBSが総理大臣出演枠を利用して小渕恵三首相による同様の番組をタウンミーティングとして企画したが、首相の了解を得ながらも内閣記者会の反対があり、日本の首相によるタウンミーティングは実現しなかった。
2000年10月14日、TBSは　「筑紫哲也スペシャル　中国の朱鎔基首相があなたと直接対話」（「タウンミーティング」と銘打ってはいないが、予告などで「タウンミーティング」と告知)を実施した。
行政機関の実施例としては、内閣府（タウンミーティング 小泉内閣の国民対話）、外務省（ODAタウンミーティング）、環境省（浄化槽タウンミーティング）、その他多くの地方自治体が主催団体となっている。自民党、立憲民主党（青空対話集会）、公明党、日本共産党などの政党もタウンミーティングの名称を冠する、あるいは近い形式の政治集会を開催している。また、政治以外の分野でも日本オリンピック委員会（アスリート・タウンミーティング）、宇宙航空研究開発機構（JAXAタウンミーティング）、日本弁理士会（知的財産タウンミーティング）、米国食肉輸出連合会の実施例がある。

## やらせ問題
2006年秋、小泉内閣が主催した国民との直接対話の手段としてのタウンミーティングにおいて、主催者側に都合のいい質問をさせる、出席者を多く見せかけるための組織的動員を行うなどのやらせが発覚した。